# Journal of Analytical Atomic Spectrometry
Il Journal of Analytical Atomic Spectrometry (abbreviato in JAAS) è una rivista scientifica pubblicata dalla Royal Society of Chemistry dedicata alla spettrometria.

## Storia
La rivista ha rimpiazzato Annual Reports on Analytical Atomic Spectroscopy (1971-1984) nel 1986, ed è diventata una delle più importanti riviste nel campo della chimica analitica e della spettroscopia, con un impact factor di 3.466.
Il JAAS ospita un'altra pubblicazione della RSC, Highlights in Chemical Technology.

## Tipi di articoli
Il JAAS contiene "research papers", "technical notes", "urgent communications" e "review articles".